# Ingrid Finger
Ingrid Finger là người Đức đầu tiên chiến thắng ở cuộc thi Hoa hậu Quốc tế vào năm 1965.
Thường được biết dưới tên Fifi, Ingrid đã đánh bạn 44 thí sinh khác trong đêm chung kết được tổ chức tại Long Beach, California, Hoa Kỳ.
Vì cuộc thi không được tổ chức vào năm 1966 nên bà trở thành hoa hậu tại vị lâu nhất trong lịch sử. 20 tháng sau ngày đăng quang, bà trao lại vương miện cho người kế nhiệm Mirta Massa của Argentina.